# Marij (ime)
Marij je moško osebno ime.

## Izvor imena
Ime Marij izhaja iz latinskega imena 'Marius'. Tako se je imenoval starorimski rod. Ime Marij spada med najstarejša italska imena in ga povezujejo z etruščansko besedo 'maru' v pomenu »ime neke službe, funkcije; dostojanstvo«. Ime je od Etruščanov prešlo k Umbrom in od teh k Rimljanom. Današnje povezovanje imena Marij z imenom Marija ni utemeljeno, ker se opira le na glasovno podobnost izvorno različnih imen.

## Različice imena
Marijo, Mario, Marjo

## Tujejezikovne različice imena
- pri Čehih, Dancih, Nemcih: Marius
- pri Poljakih: Mariusz

## Pogostost imena
Po podatkih Statističnega urada Republike Slovenije je bilo na dan 31. decembra 2007 v Sloveniji število moških oseb z imenom Marij: 82.

## Osebni praznik
V koledarju 19. januarja Marij, rimski mučenec († 19. jan. 250) in 31. decembra Marij (Maron), francoski škof († 31. dec. 594).

## Zanimivost
Prvi bolj znan Marij je bil Gaius Marius, rimski vojskovodja 